# Javi Montero
Francisco Javier Montero Rubio, dit Javi Montero, né le 14 janvier 1999 à Séville en Espagne, est un footballeur espagnol qui évolue au poste de défenseur central au Málaga CF.

## Biographie

### Atlético de Madrid
Natif de Séville, Javi Montero rejoint la capitale espagnole et le centre de formation de l'Atlético de Madrid en 2014. D'abord intégré aux équipes de jeunes et à l'équipe B, il fait ses débuts avec l'équipe première le 30 octobre 2018, lors d'un succès en Copa del Rey face à l'UE Sant Andreu (0-1). Le 6 novembre 2018, il réalise ses débuts en Ligue des champions, lors d'une victoire de son équipe contre le Borussia Dortmund (2-0). Il entre à la mi-temps à la place de José María Giménez, sorti blessé. Quatre jours plus tard, il fait ses premiers pas en Liga, en étant titularisé lors d'une victoire par trois buts à deux contre l'Athletic Bilbao.
En septembre 2019, Montero prolonge son contrat avec son club formateur jusqu'en juin 2024.

#### Prêt au Deportivo La Corogne
Le 2 septembre 2019, juste après avoir prolongé son contrat avec l'Atlético, Montero est prêté pour la saison 2019-2020 au Deportivo La Corogne. Il joue son premier match pour le Deportivo le 7 septembre suivant, en étant titularisé en championnat lors de la défaite face à l'Albacete Balompié (0-1).

### Beşiktaş JK
Le 2 septembre 2020, Montero est prêté pour une saison au Beşiktaş JK,. Il joue son premier match le 24 septembre, lors d'une rencontre qualificative pour la Ligue Europa face au Rio Ave FC. Il est titularisé et son équipe s'incline aux tirs au but. En février 2021 il se blesse au genou et est absent pour plusieurs semaines.
Le 1er septembre 2021, le transfert définitif de Montero au club est officialisé. Le contrat s'étend sur trois ans tandis que le montant  de la transaction est estimé à 750 000 euros. Le 21 septembre suivant il inscrit son premier but pour Beşiktaş, à l'occasion d'une rencontre de championnat face à l'Adana Demirspor. Les deux équipes se neutralisent ce jour-là (3-3 score final).

### En sélection
Javi Montero fête sa première sélection avec l'équipe d'Espagne espoirs face à l'Allemagne le 10 octobre 2019. Il entre en jeu et les deux équipes font match nul ce jour-là (1-1).

## Palmarès
- Beşiktaş JK
  - Champion de Turquie en 2021
  - Vainqueur de la Coupe de Turquie en 2021